# Lijst van Eerste Klasse-transfers zomer 2013
Dit is een lijst van transfers uit de Belgische Eerste Klasse in de zomer van 2013.
De transferperiode duurt van 9 juni t/m 31 augustus 2013. Deals mogen op elk moment van het jaar gesloten worden, maar de transfers zelf mogen pas in de transferperiodes plaatsvinden. Transfervrije spelers (spelers zonder club) mogen op elk moment van het jaar gestrikt worden.
Afkortingen: DM = Doelman, VD = Verdediger, MV = Middenvelder, AV = Aanvaller

## AA Gent

### In
| Naam                   | Nationaliteit         | Positie | Oude Club                       |
| ---------------------- | --------------------- | ------- | ------------------------------- |
| David Hubert           | België                | MV      | Racing Genk                     |
| Yassine El Ghanassy    | België                | AV      | SC Heerenveen (was verhuurd)    |
| Stijn De Smet          | België                | MV      | Waasland-Beveren (was verhuurd) |
| Jordan Remacle         | België                | MV      | Waasland-Beveren (was verhuurd) |
| Wouter Corstjens       | België                | VD      | Westerlo (was verhuurd)         |
| Shlomi Arbeitman       | Israël                | AV      | RAEC Mons (was verhuurd)        |
| Nana Asare             | Ghana                 | MV      | FC Utrecht                      |
| Renato Neto            | Brazilië              | MV      | Sporting (wordt gehuurd)        |
| Carlos Diogo           | Uruguay               | VD      | SD Huesca                       |
| Nicklas Pedersen       | Denemarken            | AV      | KV Mechelen                     |
| Armin Čerimagić        | Bosnië en Herzegovina | MV      | Eendracht Aalst                 |
| Leandro González Pirez | Argentinië            | VD      | River Plate                     |
| Brecht Dejaegere       | België                | MV      | KV Kortrijk                     |
| Enis Gavazaj           | Albanië               | VD      | Pristina                        |
| Sloan Privat           | Frankrijk             | AV      | FC Sochaux                      |

### Uit
| Naam                         | Nationaliteit | Positie | Nieuwe Club            |
| ---------------------------- | ------------- | ------- | ---------------------- |
| Ibrahima Conté               | Guinee        | MV      | Zulte Waregem          |
| Juan Alberto Andreu Alvarado | Spanje        | VD      | n.n.b                  |
| Wallace Fernando Pereira     | Brazilië      | VD      | n.n.b                  |
| Stijn De Smet                | België        | MV      | KV Kortrijk            |
| Jordan Remacle               | België        | MV      | SC Lokeren             |
| Benito Raman                 | België        | MV      | KV Kortrijk (verhuurd) |
| Christian Brüls              | België        | MV      | OGC Nice (verhuurd)    |
| Mohamed Messoudi             | België        | MV      | OH Leuven              |
| Ilombe Mboyo                 | België        | AV      | RC Genk                |
| Mamoutou N'Diaye             | Guinee        | MV      | Zulte-Waregem          |
| Thomas Foket                 | België        | MV      | KV Oostende            |
| Wouter Corstjens             | België        | VD      | Lierse SK              |

## RSC Anderlecht

### In
| Naam                 | Nationaliteit | Positie | Oude Club                      |
| -------------------- | ------------- | ------- | ------------------------------ |
| Frank Acheampong     | Ghana         | AV      | Buriram United                 |
| Liam Bossin          | België        | DM      | WS Woluwe                      |
| Lukáš Mareček        | Tsjechië      | MV      | SC Heerenveen (was verhuurd)   |
| Guillermo Molins     | Zweden        | MV      | Real Betis (was verhuurd)      |
| Fede Vico            | Spanje        | MV      | Córdoba                        |
| Anthony Vanden Borre | België        | VD      | Zonder club                    |
| Demy de Zeeuw        | Nederland     | MV      | Spartak Moskou (wordt gehuurd) |
| Luka Milivojević     | Servië        | MV      | Rode Ster Belgrado             |
| Fabrice N'Sakala     | Frankrijk     | VD      | Troyes AC                      |
| Aleksandar Mitrović  | Servië        | AV      | Partizan Belgrado              |

### Uit
| Naam                | Nationaliteit  | Positie | Nieuwe Club                       |
| ------------------- | -------------- | ------- | --------------------------------- |
| Milan Jovanovic     | Servië         | AV      | n.n.b.                            |
| Marcin Wasilewski   | Polen          | VD      | n.n.b.                            |
| Lucas Biglia        | Argentinië     | MV      | Lazio Roma                        |
| Tom De Sutter       | België         | AV      | Club Brugge                       |
| Oleksandr Jakovenko | Oekraïne       | AV      | Fiorentina                        |
| Bruno Godeau        | België         | VD      | Zulte Waregem                     |
| Seydina Diarra      | België         | MV      | NEC Nijmegen                      |
| Denis Odoi          | België         | VD      | SC Lokeren                        |
| Dieumerci Mbokani   | Congo-Kinshasa | AV      | Dinamo Kiev                       |
| Behrang Safari      | Zweden         | MV      | FC Basel                          |
| Roland Juhász       | Hongarije      | VD      | Videoton                          |
| Pablo Chavarría     | Argentinië     | AV      | RC Lens                           |
| Junior Kabananga    | Congo-Kinshasa | AV      | Cercle Brugge                     |
| Dalibor Veselinović | Servië         | AV      | Waasland-Beveren (wordt verhuurd) |
| Samuel Armenteros   | Zweden         | AV      | Feyenoord                         |
| Jordan Lukaku       | België         | VD      | KV Oostende                       |
| Fernando Canesin    | Brazilië       | MV      | KV Oostende                       |
| Mohammed Aoulad     | België         | AV      | Sint Truiden                      |
| Ziguy Badibanga     | België         | MV      | Ergotelis FC                      |
| Mohamed Daf         | Senegal        | MV      | Charleroi                         |
| Christophe Diandy   | Senegal        | MV      | RAEC Mons                         |
| Michaël Heylen      | België         | VD      | KV Kortrijk                       |
| Nathan Kabasele     | België         | AV      | De Graafschap                     |
| Lukáš Mareček       | Tsjechië       | MV      | Sparta Praag                      |
| Guillermo Molins    | Zweden         | MV      | Malmo FF                          |

## Cercle Brugge

### In
| Naam               | Nationaliteit  | Positie | Oude Club                      |
| ------------------ | -------------- | ------- | ------------------------------ |
| Thibaut Van Acker  | België         | MV      | Club Brugge                    |
| Miguel Van Damme   | België         | DM      | Maldegem                       |
| Gaël Etock         | Ghana          | AV      | Sporting                       |
| Frederik Boi       | België         | VD      | OH Leuven                      |
| Bart Buysse        | België         | VD      | Club Brugge                    |
| Junior Kabananga   | Congo-Kinshasa | AV      | RSC Anderlecht (wordt gehuurd) |
| Joris Delle        | Frankrijk      | DM      | OGC Nice                       |
| Gaetano Monachello | Italië         | AV      | AS Monaco                      |

### Uit
| Naam               | Nationaliteit | Positie | Nieuwe Club                      |
| ------------------ | ------------- | ------- | -------------------------------- |
| Anthony Portier    | België        | MV      | n.n.b.                           |
| Bernt Evens        | België        | MV      | gestopt                          |
| Wang Yang          | China         | VD      | n.n.b                            |
| Mitchell Braafhart | Nederland     | MV      | n.n.b.                           |
| Francis Dickoh     | Ghana         | VD      | n.n.b.                           |
| Kevin Janssens     | België        | MV      | Eendracht Aalst                  |
| Mushaga Bakenga    | Noorwegen     | AV      | Club Brugge (was gehuurd)        |
| Joey Godee         | Nederland     | AV      | Go Ahead Eagles (wordt verhuurd) |
| Arne Naudts        | België        | AV      | Racing Mechelen                  |
| Niels Mestdagh     | België        | VD      | Hamme                            |
| Ward Stubbe        | België        | AV      | Torhout                          |
| William Carvalho   | Portugal      | MV      | Sporting                         |
| Rudy               | Portugal      | AV      | Deportivo La Coruna              |

## Club Brugge

### In
| Naam             | Nationaliteit | Positie | Oude Club                        |
| ---------------- | ------------- | ------- | -------------------------------- |
| Björn Vleminckx  | België        | AV      | Gençlerbirliği SK (was verhuurd) |
| Spyros Fourlanos | Griekenland   | MV      | Panathinaikos                    |
| Elton Monteiro   | Portugal      | VD      | Arsenal Academy                  |
| Mathew Ryan      | Australië     | DM      | Central Coast Mariners           |
| Timmy Simons     | België        | MV      | 1. FC Nürnberg                   |
| Jordi Figueras   | Spanje        | VD      | Rayo Vallecano                   |
| Mushaga Bakenga  | Noorwegen     | AV      | Cercle Brugge (was verhuurd)     |
| Tom De Sutter    | België        | AV      | RSC Anderlecht                   |
| Wang Shangyuan   | China         | AV      | ?                                |
| Obbi Oulare      | Guinee        | AV      | Lille OSC                        |

### Uit
| Naam                 | Nationaliteit | Positie | Nieuwe Club      |
| -------------------- | ------------- | ------- | ---------------- |
| Carl Hoefkens        | België        | VD      | Lierse SK        |
| Colin Coosemans      | België        | DM      | Waasland-Beveren |
| Ryan Donk            | Nederland     | VD      | Kasimpasaspor    |
| Thibaut Van Acker    | België        | MV      | Cercle Brugge    |
| Björn Vleminckx      | België        | AV      | Erciyesspor      |
| Bojan Jorgačević     | Servië        | DM      | Erciyesspor      |
| Carlos Bacca         | Colombia      | AV      | Sevilla FC       |
| Bart Buysse          | België        | VD      | Cercle Brugge    |
| Michael Almebäck     | Zweden        | VD      | Brondby IF       |
| Ivan Tričkovski      | Macedonië     | AV      | Waasland-Beveren |
| Jordi Figueras       | Spanje        | MV      | Betis Sevilla    |
| Jannes Vansteenkiste | België        | VD      | Antwerp FC       |
| Jordan Botaka        | Nederland     | AV      | Excelsior        |
| Jimmy De Jonghe      | België        | MV      | Lierse SK        |
| Zinho Gano           | België        | AV      | Lommel United    |

## OH Leuven

### In
| Naam             | Nationaliteit         | Positie | Oude Club                      |
| ---------------- | --------------------- | ------- | ------------------------------ |
| David Wijns      | België                | VD      | KV Kortrijk                    |
| Sherif Haidara   | Guinee                | MV      | Bleid                          |
| Mohamed Messoudi | België                | MV      | AA Gent                        |
| Marvin Ogunjimi  | België                | AV      | Real Mallorca (wordt gehuurd)  |
| Tom Pettersson   | Zweden                | VD      | Atvidabergs FF (wordt gehuurd) |
| Muhamed Subašić  | Bosnië en Herzegovina | VD      | FK Olimpik Sarajevo            |
| Douglas Maia     | Brazilië              | VD      | Clubloos                       |
| Ivan Bandalovski | Bulgarije             | VD      | CSKA Sofia                     |
| Jovan Kostovski  | Macedonië             | AV      | Vardar Skopje                  |

### Uit
| Naam                    | Nationaliteit | Positie | Nieuwe Club      |
| ----------------------- | ------------- | ------- | ---------------- |
| Frederik Boi            | België        | VD      | Cercle Brugge    |
| Jonas De Roeck          | België        | MV      | Antwerp FC       |
| Tomislav Mikulić        | Kroatië       | VD      | Panthrakikos     |
| Chuka                   | Nigeria       | AV      | CFR Cluj         |
| Christian Pouga         | Kameroen      | AV      | Ankaraspor       |
| Koen Weuts              | België        | VD      | Helmond Sport    |
| Loris Brogno            | België        | AV      | Lommel United    |
| Emmerik De Vriese       | België        | MV      | n.n.b.           |
| Christopher Verbist     | België        | MV      | Lommel United    |
| Mazin Ahmed Al-Huthayfi | Saoedi-Arabië | AV      | n.n.b.           |
| Nicky Hayen             | België        | VD      | FCV Dender EH    |
| Kevin Roelandts         | België        | MV      | Maldegem         |
| Jorn Vermeulen          | België        | VD      | Waasland-Beveren |

## KV Kortrijk

### In
| Naam            | Nationaliteit | Positie | Oude Club                      |
| --------------- | ------------- | ------- | ------------------------------ |
| Teddy Chevalier | Frankrijk     | AV      | RKC Waalwijk                   |
| Žarko Tomašević | Montenegro    | VD      | Partizan Belgrado              |
| Ivan Santini    | Kroatië       | MV      | NK Zadar                       |
| Benito Raman    | België        | MV      | AA Gent (gehuurd)              |
| Maxime Chanot   | Luxemburg     | MV      | G.B.A.                         |
| Robert Klaasen  | Nederland     | MV      | AZ Alkmaar                     |
| Michaël Heylen  | België        | VD      | RSC Anderlecht (wordt gehuurd) |

### Uit
| Naam             | Nationaliteit | Positie | Nieuwe Club                  |
| ---------------- | ------------- | ------- | ---------------------------- |
| David Wijns      | België        | VD      | OH Leuven                    |
| Stefan Mitrović  | Servië        | VD      | Benfica                      |
| Kévin Dupuis     | Frankrijk     | AV      | Châteauroux (wordt verhuurd) |
| Ernest Nfor      | Ghana         | MV      | n.n.b.                       |
| Brecht Dejaegere | België        | MV      | AA Gent                      |
| Pablo Chavarría  | Argentinië    | AV      | RSC Anderlecht (was gehuurd) |

## KV Mechelen

### In
| Naam                  | Nationaliteit | Positie | Oude Club                     |
| --------------------- | ------------- | ------- | ----------------------------- |
| Glenn Claes           | België        | MV      | Lierse SK                     |
| Sören Ihssen          | Duitsland     | DM      | WS Woluwe                     |
| Seweryn Michalski     | Polen         | VD      | GKS Belchatow                 |
| Benjamin Mokulu       | België        | AV      | KSC Lokeren                   |
| Viktor Prodell        | Zweden        | AV      | Atvidabergs FF                |
| Aleksandar Trajkovski | Macedonië     | AV      | Zulte-Waregem (wordt gehuurd) |

### Uit
| Naam               | Nationaliteit         | Positie | Nieuwe Club      |
| ------------------ | --------------------- | ------- | ---------------- |
| Boris Pandža       | Bosnië en Herzegovina | VD      | n.n.b.           |
| Robin Henkens      | België                | MV      | Waasland-Beveren |
| Nicklas Pedersen   | Denemarken            | AV      | AA Gent          |
| Olivier Renard     | België                | DM      | Charleroi        |
| Kenny Van Hoevelen | België                | VD      | RKC Waalwijk     |
| Liroy Zhairi       | Israël                | MV      | Maccabi Haifa    |

## KV Oostende

### In
| Naam              | Nationaliteit | Positie | Oude Club                      |
| ----------------- | ------------- | ------- | ------------------------------ |
| Jimmy Hempte      | België        | VD      | Roda JC                        |
| Cédric Berthelin  | Frankrijk     | DM      | RAEC Mons                      |
| Tom Van Imschoot  | België        | MV      | RAEC Mons                      |
| Frédéric Brillant | Frankrijk     | MV      | Beerschot                      |
| Fernando Canesin  | Brazilië      | MV      | RSC Anderlecht                 |
| Dennis Dessaer    | België        | VD      | WS Woluwe                      |
| Thomas Foket      | België        | MV      | AA Gent                        |
| Jordan Lukaku     | België        | VD      | RSC Anderlecht (wordt gehuurd) |
| Nyasha Mushekwi   | Zimbabwe      | AV      | Mamelodi Sundowns              |
| Jonathan Wilmet   | België        | MV      | KVC Westerlo                   |

### Uit
| Naam                    | Nationaliteit | Positie | Nieuwe Club     |
| ----------------------- | ------------- | ------- | --------------- |
| Lander Van Steenbrugghe | België        | MV      | Eendracht Aalst |
| Lionel Gendarme         | België        | VD      | Union SG        |
| Jamaïque Vandamme       | België        | MV      | Union SG        |

## Lierse SK

### In
| Naam                     | Nationaliteit | Positie | Oude Club                    |
| ------------------------ | ------------- | ------- | ---------------------------- |
| Rachid Farssi            | België        | AV      | Waasland-Beveren             |
| Wanderson                | België        | AV      | Germinal Beerschot Antwerpen |
| Hernán Losada            | Argentinië    | MV      | Germinal Beerschot Antwerpen |
| Jimmy De Jonghe          | België        | MV      | Club Brugge (wordt gehuurd)  |
| Hossam Ghaly             | Egypte        | MV      | Al Ahly                      |
| Igor Berezovsky          | Oekraïne      | DM      | Legia Warschau               |
| Wouter Corstjens         | België        | VD      | AA Gent (wordt gehuurd)      |
| Souleymane Baba Diomandé | Ivoorkust     | MV      | JMG Academy                  |
| Carl Hoefkens            | België        | VD      | Club Brugge                  |
| Enar Jääger              | Estland       | MV      | Aalesunds FK                 |
| Hamari Traoré            | Guinee        | VD      | JMG Academy                  |
| Steven Verheyen          | België        | DM      | Beerschot                    |
| Ahmed Yasser             | Egypte        | AV      | Wadi Degla                   |

### Uit
| Naam               | Nationaliteit | Positie | Nieuwe Club                  |
| ------------------ | ------------- | ------- | ---------------------------- |
| Soufiane Bidaoui   | Marokko       | AV      | Parma FC                     |
| Daylon Claasen     | Zuid-Afrika   | MV      | n.n.b.                       |
| Glenn Claes        | België        | MV      | KV Mechelen                  |
| Mostafa Shebeita   | Egypte        | MV      | Wadi Degla (was gehuurd)     |
| Mohamed El-Gabas   | Egypte        | AV      | n.n.b.                       |
| Achmed Abou Moslem | Egypte        | VD      | n.n.b.                       |
| Christian Pouga    | Kameroen      | AV      | OH Leuven                    |
| Geoffrey Hairemans | België        | MV      | KV Turnhout (wordt verhuurd) |
| Nick Spaenhoven    | België        | MV      | KV Turnhout (wordt verhuurd) |

## KSC Lokeren OV

### In
| Naam               | Nationaliteit | Positie | Oude Club        |
| ------------------ | ------------- | ------- | ---------------- |
| Djordje Despotović | Servië        | AV      | Spartak Subotica |
| Abayomi Owonikoko  | Nigeria       | AV      | FC Gagra         |
| Denis Odoi         | België        | VD      | RSC Anderlecht   |
| Jordan Remacle     | België        | AV      | AA Gent          |
| Hans Vanaken       | België        | MV      | Lommel United    |
| Davino Verhulst    | België        | DM      | Sint-Truiden     |

### Uit
| Naam              | Nationaliteit  | Positie | Nieuwe Club                        |
| ----------------- | -------------- | ------- | ---------------------------------- |
| Benjamin Mokulu   | België         | AV      | KV Mechelen                        |
| Hassan El Mouataz | Marokko        | VD      | n.n.b.                             |
| Tiko              | Congo-Kinshasa | MV      | n.n.b.                             |
| Sepp De Roover    | België         | VD      | NAC Breda (definitief overgenomen) |
| Miloš Marić       | Servië         | AV      | Waasland-Beveren                   |
| Paolo Grbac       | Kroatië        | MV      | n.n.b.                             |
| Ibrahima Gueye    | Senegal        | VD      | n.n.b.                             |

## Racing Genk

### In
| Naam          | Nationaliteit         | Positie | Oude Club                |
| ------------- | --------------------- | ------- | ------------------------ |
| Albian Muzaqi | Nederland             | AV      | PSV                      |
| Ilombe Mboyo  | België Congo-Kinshasa | AV      | AA Gent                  |
| Fabien Camus  | Tunesië               | MV      | Troyes AC (was verhuurd) |

### Uit
| Naam                  | Nationaliteit | Positie | Nieuwe Club                   |
| --------------------- | ------------- | ------- | ----------------------------- |
| Glynor Plet           | Nederland     | AV      | FC Twente (was gehuurd)       |
| Elyaniv Barda         | Israël        | AV      | Hapoel Beër Sjeva             |
| Leandro Trossard      | België        | AV      | KVC Westerlo (wordt verhuurd) |
| Grzegorz Sandomierski | Polen         | DM      | Dinamo Zagreb                 |

## RAEC Mons

### In
| Naam             | Nationaliteit | Positie | Oude Club                                          |
| ---------------- | ------------- | ------- | -------------------------------------------------- |
| Joachim Mununga  | België        | AV      | Germinal Beerschot Antwerpen                       |
| Marvin Esor      | Frankrijk     | VD      | Clermont Foot                                      |
| Shlomi Arbeitman | Israël        | AV      | AA Gent(was al gehuurd, nu definitief overgenomen) |
| Yuval Spungin    | Israël        | MV      | Omonia Nicosia                                     |

### Uit
| Naam             | Nationaliteit | Positie | Nieuwe Club |
| ---------------- | ------------- | ------- | ----------- |
| Cédric Berthelin | Frankrijk     | DM      | KV Oostende |
| Tom Van Imschoot | België        | MV      | KV Oostende |
| Brahim Barraki   | België        | MV      | WS Woluwe   |

## Charleroi

### In
| Naam              | Nationaliteit                 | Positie | Oude Club        |
| ----------------- | ----------------------------- | ------- | ---------------- |
| Jamal Thiarée     | Senegal                       | AV      | CNEPS Excellence |
| Sébastien Dewaest | België                        | VD      | Roeselare        |
| Evans Kondogbia   | Centraal-Afrikaanse Republiek | AV      | RFC de Liège     |
| Olivier Renard    | België                        | DM      | KV Mechelen      |
| Steeven Willems   | Frankrijk                     | VD      | Lille OSC        |

## Standard Luik

### In
| Naam                | Nationaliteit  | Positie | Oude Club                    |
| ------------------- | -------------- | ------- | ---------------------------- |
| Alessandro Iandoli  | Italië         | VD      | Sint-Truiden                 |
| Alpaslan Öztürk     | Turkije        | MV      | Germinal Beerschot Antwerpen |
| Georgi Zjoekov      | België         | MV      | Germinal Beerschot Antwerpen |
| Igor de Camargo     | België         | AV      | Hoffenheim                   |
| Ronnie Stam         | Nederland      | VD      | Wigan Athletic               |
| Tal Ben-Haim        | Israël         | VD      | Queens Park Rangers FC       |
| Mehdi Carcela       | België Marokko | MV      | Anzji Machatsjkala           |
| Yohann Thuram-Ulien | Frankrijk      | DM      | Troyes AC                    |

### Uit
| Naam             | Nationaliteit | Positie | Nieuwe Club                                |
| ---------------- | ------------- | ------- | ------------------------------------------ |
| Rami Gershon     | Israël        | VD      | Waasland-Beveren (was verhuurd aan Celtic) |
| Yohan Tavares    | Portugal      | VD      | Chievo Verona                              |
| George Țucudean  | Roemenië      | AV      | Dinamo Boekarest                           |
| Kensuke Nagai    | Japan         | AV      | Nagoya Grampus                             |
| Laurent Henkinet | België        | DM      | Sint-Truiden                               |
| Sinan Bolat      | Turkije       | DM      | FC Porto                                   |
| Franco Zennaro   | België        | MV      | Fortuna Sittard (wordt verhuurd)           |

## Waasland-Beveren

### In
| Naam                | Nationaliteit | Positie | Oude Club                      |
| ------------------- | ------------- | ------- | ------------------------------ |
| Colin Coosemans     | België        | DM      | Club Brugge                    |
| Kenny Steppe        | België        | DM      | sc Heerenveen                  |
| Renaud Emond        | België        | AV      | R.E. Virton                    |
| Robin Henkens       | België        | MV      | KV Mechelen                    |
| Christian Santos    | Venezuela     | MV      | K.A.S. Eupen                   |
| Rami Gershon        | Israël        | VD      | Standard Luik                  |
| Hanan Maman         | Israël        | MV      | Hapoel Haifa                   |
| Mijuško Bojović     | Montenegro    | VD      | Charleroi                      |
| Hrvoje Čale         | Kroatië       | VD      | VfL Wolfsburg                  |
| Mba Chimezie        | Nigeria       | VD      | Hakoah Amidar Ramat Gan        |
| Dalibor Veselinović | Servië        | AV      | RSC Anderlecht (wordt gehuurd) |
| Ivan Tričkovski     | Macedonië     | MV      | Club Brugge (wordt gehuurd)    |

### Uit
| Naam              | Nationaliteit | Positie | Nieuwe Club   |
| ----------------- | ------------- | ------- | ------------- |
| Wesley Sonck      | België        | AV      | n.n.b.        |
| Jurgen Cavens     | België        | AV      | Cappellen     |
| Sam Vermeylen     | België        | DM      | Berchem Sport |
| Rachid Farssi     | België        | MV      | Lierse SK     |
| Kristof Lardenoit | België        | VD      | Temse         |

## SV Zulte Waregem

### In
| Naam             | Nationaliteit | Positie | Oude Club                  |
| ---------------- | ------------- | ------- | -------------------------- |
| Bryan Verboom    | België        | VD      | RSC Anderlecht             |
| Bruno Godeau     | België        | VD      | RSC Anderlecht             |
| Ibrahima Conté   | Guinee        | MV      | AA Gent                    |
| Laurent Depoitre | België        | AV      | KV Oostende                |
| Danilo Sarkic    | Montenegro    | VD      | FC Sochaux                 |
| Frédéric Duplus  | Frankrijk     | VD      | FC Sochaux                 |
| Salvatore Crimi  | België        | DM      | Lille OSC                  |
| Ilias Maatoug    | België        | MV      | WS Woluwe                  |
| Thorgan Hazard   | België        | MV      | Chelsea FC (wordt gehuurd) |

### Uit
| Naam               | Nationaliteit | Positie | Nieuwe Club               |
| ------------------ | ------------- | ------- | ------------------------- |
| Mansour Diop       | Senegal       | MV      | WS Woluwe (verhuurd)      |
| Elhadji Ndoye      | Senegal       | VD      | WS Woluwe (verhuurd)      |
| Jonathan Delaplace | Frankrijk     | MV      | Lille OSC                 |
| Jimmy De Jonghe    | België        | MV      | Club Brugge (was gehuurd) |
| Jérémy Serwy       | België        | MV      | Borussia Dortmund II      |